# Jaruge (Sikirevci)
Jaruge su selo u istočnom dijelu Brodsko-posavske županije, u općini Sikirevci. 

## Povijest
Naselje je nastalo kao podgrađe srednjovjekovne utvrde Jarki ili Arky, kojeg spominje 1408. ugarski kralj Žigmund u vrijeme svojih pohoda (suzbijanje hereze u Bosni) na Bogumile. U neposrednoj blizini riječnog prijelaza - skele na Savi s dvije branič kule. Nakon pada Posavine pod Osmanlije 1536. god., nakon toga utvrda se više ne spominje jer je napuštena oko 1550. godine i porušena. Nakon toga spominje se samo malo naselje Yarki u Tursko doba 1572. god., pripadalo Srijemskom sandžaku i nahiji Posavje, s 10 kuća. Nakon oslobađanja Slavonije od Turaka u komorskom popisu 1698. god. se spominju, ali nisu opisani.
Godine 1702. naselje Jarussani (Jaruge) prilikom unovačenja graničara zabilježilo je 25 kuća i 24 graničara. Zatim 1730. god. Jaruge su imale 28 kuća i drvenu kapelu sv. Marka evanđeliste. Godine 1746. selo je imalo 29 kuća i 221 stanovnika. Prema izvješću 1758.god. kapela je posvećena Glavosjeku sv. Ivanu Krstitelja, a sahranjivali su se u groblju Gradac pored Berave. Od sredine 18. stoljeća pripadaju Sikirevačkoj graničarskoj kumpaniji. U popisu 1760. god. Jaruge su imale 34 kuće, 34 obitelji i 246 stanovnika. Starosjedioci sela Jaruga su ove obitelji : Marcikić, Obtrkić, Vlajnić, Gabrić, Tukarević, Tomić, Brendić, Živković, Perger, Đuričković, Granić, Štivić, Dukić, Idžaković, Deanović, Granić, Jurković.

## Stanovništvo
| broj stanovnika | 320   | 381   | 315   | 324   | 381   | 377   | 351   | 360   | 355   | 376   | 494   | 616   | 610   | 679   | 738   | 695   | 538   |
|                 | 1857. | 1869. | 1880. | 1890. | 1900. | 1910. | 1921. | 1931. | 1948. | 1953. | 1961. | 1971. | 1981. | 1991. | 2001. | 2011. | 2021. |

## Šport
U Jarugama djeluju dva nogometna kluba koji se natječu u 2. i 3. nogometnoj ligi Brodsko-posavske županije.
- NK Sloga Jaruge, 2. ŽNL Brodsko-posavska (2008./09.)
- NK Kuna Jaruge, 3. ŽNL Brodsko-posavska (2008./09.)